# Bounce Me Brother With a Solid Four
Clip vidéo
[vidéo] « The Andrews Sisters - Bounce Me Brother With a Solid Four », sur YouTube
« The Andrews Sisters - Bounce Me Brother with a Solid Four (extrait de film 1941) », sur archive.org (consulté en novembre 2021)
Bounce Me Brother With a Solid Four (Fais-moi rebondir mon frère avec un [boogie-woogie] quatre [temps] vigoureux, en anglais) est un standard de jazz swing boogie-woogie américain, composé par Don Raye, écrit par Hughie Prince (en), et enregistré en 1941 par The Andrews Sisters (les sœurs Andrews) et leur big band jazz de Vic Schoen (en),, sur la face B du disque 78 tours Boogie Woogie Bugle Boy, chez Decca Records d'Hollywood à Los Angeles, pour la musique du film Deux Nigauds soldats d'Abbott et Costello d'Universal Pictures,,.

## Historique

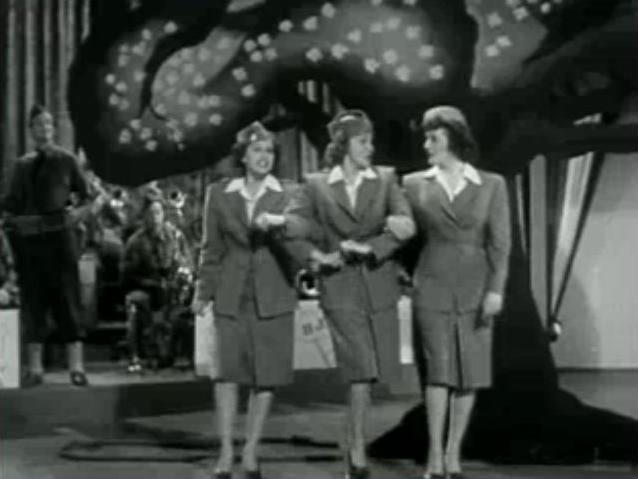
The Andrews Sisters en 1942, en uniforme de l'armée américaine, durant la seconde Guerre mondiale.

Ce tube international est composé sur le thème du jazz boogie-woogie, précurseur de l’ère du rock 'n' roll des années 1950.
Le film sort le 31 janvier 1941, avant l'attaque japonaise sur Pearl Harbor du 7 décembre, et l'entrée en guerre des États-Unis du 8 décembre. Ce standard devient un des grands succès mondials des sœurs Andrews et de l'ère de big band jazz américains de la Seconde Guerre mondiale.

## Reprises
Ce standard de jazz est réédité de nombreuses fois durant leur carrière par les sœurs Andrew, et repris par de nombreux interprètes, dont Harry Parry (en), Will Bradley (en), Ray McKinley, Joe Loss, ou Woody Herman et leurs orchestres... 

## Au cinéma
- 1941 : Deux Nigauds soldats, d'Abbott et Costello, musique du film avec Boogie Woogie Bugle Boy.